# Michele De Falco
Michele De Falco, auch bezeichnet als Michele Falco, (* um 1688 in Neapel; † nach 1732 ebenda) war ein italienischer Opernkomponist. Seine Ausbildung erhielt er am Conservatorio di Sant’Onofrio a Porta Capuana, dort zählte Nicola Fago zu seinen Lehrern. De Falco wurde mit einer Reihe von Buffo-Opern im neapolitanischen Dialekt bekannt.

## Werke
- Lo Lollo pisciaportelle (Libretto: Nicola Orilia), Buffo-Oper, UA 1709
- I rivali generosi (Libretto: Apostolo Zeno), Buffo-Oper, UA 1712
- Nicola Fago: Lo Masillo (Libretto: Nicola Orilia), Buffo-Oper, 2. Akt von De Falco, UA 1712
- Lo ’mbruoglio d’ammore (Libretto: Aniello Piscopo), Buffo-Oper, UA 1717
- Armida abbandonata (Libretto: Francesco Silvani), Dramma per musica, UA 1719
- Lo castiello sacchejato (Libretto: Francesco Oliva), Commedia per musica, UA 1720 (1722 mit Zusätzen von Leonardo Vinci, als Pasticcio in Zusammenarbeit mit Pietro Pulli 1732)
- Le pazzie d’ammore (unter dem Anagramm Cola Melfiche, Libretto: Francesco Antonio Tullio), Buffo-Oper, UA 1723
- Zwischenspiele zur zweiten Fassung des Dramma per musica Il Siface von Nicola Porpora, UA 1730[1]